# Ла-Пуш
Ла-Пуш (англ. La Push, гирло мовою чинук, від фр. la bouche, дос. «рот»)) — невключена територія в окрузі Клеллам, Вашингтон, США. Селище є центром індіанської резервації племені Квілетів.

## Географія
Лежить на південний захід від міста Форкс, на березі Тихого океану у гирлі річки Квілет.

### Клімат
Громада знаходиться у зоні, котра характеризується морським кліматом. Найтепліший місяць — серпень із середньою температурою 15.3 °C (59.5 °F). Найхолодніший місяць — грудень, із середньою температурою 4.7 °С (40.5 °F).
| Клімат Ла-Пуша          | Клімат Ла-Пуша | Клімат Ла-Пуша | Клімат Ла-Пуша | Клімат Ла-Пуша | Клімат Ла-Пуша | Клімат Ла-Пуша | Клімат Ла-Пуша | Клімат Ла-Пуша | Клімат Ла-Пуша | Клімат Ла-Пуша | Клімат Ла-Пуша | Клімат Ла-Пуша | Клімат Ла-Пуша |
| Показник                | Січ.           | Лют.           | Бер.           | Квіт.          | Трав.          | Черв.          | Лип.           | Серп.          | Вер.           | Жовт.          | Лист.          | Груд.          | Рік            |
| Абсолютний максимум, °C | 20,6           | 22,8           | 22,2           | 28,3           | 33,3           | 35,6           | 36,1           | 37,2           | 36,1           | 28,3           | 20,6           | 17,8           | 37,2           |
| Середній максимум, °C   | 8,1            | 9,7            | 10,8           | 12,8           | 15,6           | 17,7           | 20             | 20,4           | 19,3           | 14,9           | 10,5           | 8              | 14             |
| Середня температура, °C | 4,8            | 5,6            | 6,5            | 8              | 10,7           | 13             | 15,1           | 15,3           | 13,7           | 10,1           | 6,8            | 4,7            | 9,5            |
| Середній мінімум, °C    | 1,5            | 1,6            | 2,2            | 3,2            | 5,8            | 8,3            | 10,1           | 10,1           | 8,1            | 5,2            | 3,1            | 1,4            | 5,1            |
| Абсолютний мінімум, °C  | −13,9          | −11,7          | −7,2           | −5             | −1,7           | 0,6            | 3,3            | 2,2            | −2,2           | −5             | −15            | −13,9          | −15            |
| Норма опадів, мм        | 369            | 279            | 284            | 194            | 130            | 83             | 56             | 66             | 117            | 266            | 374            | 368            | 2585           |
| Днів з опадами          | 23             | 19             | 22             | 19             | 16             | 14             | 10             | 10             | 12             | 18             | 22             | 23             | 208            |
| ----------------------- | -------------- | -------------- | -------------- | -------------- | -------------- | -------------- | -------------- | -------------- | -------------- | -------------- | -------------- | -------------- | -------------- |
| Джерело: Weatherbase    |                |                |                |                |                |                |                |                |                |                |                |                |                |

## Цікавий факт
- Хоча місцеві легенди стали основою романів «Сутінкової саги» (один з головних героїв походить з селища), медіафраншиза Стефені Маєр доволі вільно інтерпретувала вірування квілетів[4], а індіанці не отримали жодної компенсації за використання і спотворення культурної спадщини свого племені[5].